# Helodon pamiricum
Helodon pamiricum är en tvåvingeart som först beskrevs av Chubareva och Petrova 1983.  Helodon pamiricum ingår i släktet Helodon och familjen knott. Inga underarter finns listade i Catalogue of Life.